# Початкова школа імені сера Вільяма Ван Хорна
Початкова школа імені сера Вільяма Ван Хорна — державна початкова школа, розташована у Ванкувері, Британська Колумбія, Канада. Розташована на Онтаріо-стріт 5855 у Шкільний округ 39 Ванкувер, школа була побудована в 1911 році.

## Місцезнаходження
Він розташований у районі Окрідж у Ванкувері. Сама школа розташована на території вторинної школи Еріка Хамбера.

## Історія
Школа Ван Хорна була побудована в 1911 році та названа на честь сера Вільяма Корнеліуса Ван Хорна, генерального директора Канадської Тихоокеанської залізниці. Пізніше до будівлі було добудовано гімнастичну залу та класні кімнати. У 2003 році VSB розпочала сейсмічну модернізацію школи, включаючи перепланування класів, додавання нової бібліотеки та комп'ютерних класів. На західній стороні головної будівлі з'явилися дві окремі класні кімнати. 26 травня 2011 року Ван Хорн відсвяткував своє сторіччя.

## Архітектура
Головна будівля (збудована в 1911 році) була побудована в неокласичному стилі з використанням цегли, типовою для багатьох шкіл Ванкувера, побудованих на рубежі 20-го століття.

## Заходи
У школі є низка заходів, включаючи хор, шаховий клуб і програмування. Школа зазвичай проводить щорічний «Біг махрового лиса», щоб зібрати гроші на дослідження раку в Канаді.